# 土岐市立曽木小学校
土岐市立曽木小学校 （ときしりつ そぎしょうがっこう）は、かつて岐阜県土岐市に存在した公立小学校。

## 概要
- 土岐市曽木地区（旧・土岐郡曽木村）の小学校であった。廃校時の児童数は35人。2015年、鶴里小学校と統合し、濃南小学校の開校により廃校。
- 2018年現在、校舎等は現存し、旧土岐市立曽木小学校として土岐市が公共施設として管理している[1]。

## 沿革
- 1873年（明治6年） - 修正義校が開校。
- 1874年（明治7年） - 修正学校に改称する。
- 1886年（明治19年） - 曽木学校に改称する。
- 1889年（明治22年）7月1日 - 曽木村が発足。
- 1897年（明治30年） - 曽木尋常小学校に改称する。
- 1898年（明治31年） - 鶴里村曽木村の組合で濃南高等小学校を設置。
- 1908年（明治41年） - 濃南高等小学校を廃止。曽木尋常小学校に高等科を設置し、曽木尋常高等小学校となる。
- 1941年（昭和16年）4月1日 - 曽木国民学校に改称する。
- 1947年（昭和22年）4月1日 - 曽木村立曽木小学校に改称する。
- 1955年（昭和30年）2月1日 - 土岐津町、駄知町、下石町、妻木町、泉町、肥田村、鶴里村、曽木村が合併し、土岐市が発足。同時に土岐市立曽木小学校に改称する。
- 2015年（平成27年）3月31日 - 統合により廃校。